# Punto base
Il punto base (dall'inglese basis point, anche chiamato bips, bps o bp), abbreviato in pb, anche detto per myriad, ha simbolo Unicode ‱ (U+2031) ed è la centesima parte di un per cento o, equivalentemente, la decima parte di un per mille, cioè 1‱ = 0,01% = 0,1‰.

## Utilizzi
È una misura utilizzata in finanza per indicare quantità percentuali molto ridotte come il sovrapprezzo di un titolo rispetto all'indice di riferimento, un rendimento mensile o un costo legato all'ammontare di un patrimonio (come per esempio le commissioni). Quindi ad esempio, se i tassi di interesse di un titolo sono aumentati di 75 punti base, si sarà avuto un incremento dello 0,75% (1,0075 volte rispetto al valore di riferimento).